# Brekknafjöll
Brekknafjöll är ett berg i republiken Island. Det ligger i regionen Suðurland, 80 km öster om huvudstaden Reykjavík. Toppen på Brekknafjöll är 631 meter över havet.
Trakten runt Brekknafjöll är nära nog obefolkad, med mindre än två invånare per kvadratkilometer. Det finns inga samhällen i närheten. Trakten runt Brekknafjöll består i huvudsak av gräsmarker.